# Carmen's Boogie
Pour les articles homonymes, voir Carmen et Boogie.
Ne doit pas être confondu avec Boogie Woogie Bugle Boy.
 (juin 2025).
Clip vidéo
[vidéo] « The Andrews Sisters - Carmen's Boogie », sur YouTube
[vidéo] « The Ditties - Carmen's Boogie », sur YouTube
[vidéo] « Elina Garanca - L'amour est un oiseau rebelle - Carmen », sur YouTube
Carmen's Boogie est un standard de jazz boogie-woogie des Andrews Sisters, enregistré en disque 78 tours chez Decca Records en 1952,, un des nombreux succès de leur répertoire.

## Historique
Suite au triomphe international des sœurs Andrews durant la Seconde Guerre mondiale, avec leurs précédents tubes américains Beat Me Daddy, Eight to the Bar (1940) ou  Boogie Woogie Bugle Boy (1941), ce nouveau titre de jazz-boogie-woogie de leur répertoire est adapté par George Cates (en) et Mel Leven du célèbre air L'amour est un oiseau rebelle de l'opéra-comique Carmen de Georges Bizet, de 1875. Elles l'enregistre aux États-Unis avec le big band de Nelson Riddle. Ce tube est un des ultimes succès du célèbre trio de jazz américain avant la fin de leur carrière et leur séparation en 1953, à une période de transition de fin de l'ère du jazz et de début du succès international du rock 'n' roll.

## Reprises et adaptation
Ce tube est repris entre autres par The Crew-Cuts, ou Liberace...